# Jacques Séguéla
Pour les articles homonymes, voir Séguéla.
Jacques Séguéla, né le 23 février 1934 à Paris, est un publicitaire français, cofondateur de l'agence de communication RSCG en 1970 (absorbée par le groupe Havas en 1996).

## Biographie
Issu d'une famille de médecins (sa grand-mère maternelle est la première femme chirurgienne de Montpellier) d'Amélie-les-Bains (Pyrénées-Orientales), Jacques Séguéla naît en 1934 à Paris où son père Louis et sa mère Simone étudient la médecine et la radiologie. Il passe son enfance à Perpignan.
Son père le destine à la chirurgie et l'envoie chez son grand-père à Montpellier où il est en pensionnat à l'école des Jésuites. Renvoyé après avoir agressé un de ses surveillants avec une fourchette, il finit ses études au lycée François-Arago de Perpignan. Échouant au baccalauréat, il le réussit la seconde année mais ce redoublement incite son père à l'inscrire pour des études de pharmacie.
Pharmacien après cinq ans d'études, il choisit de poursuivre par un diplôme de docteur en pharmacie pour faire honneur à ses parents docteurs en médecine. Il obtient son diplôme en 1959. À cette occasion, il propose à ses maîtres de stage de réaliser avec son « frère d'armes » Jean-Claude Baudot l'étude de marché des plantes médicinales rares à travers un tour du monde en 2 CV. Ils détournent cet objectif et obtiennent entre autres comme sponsor Citroën et la société TECALEMIT qui les fait participer au circuit de conférences Connaissance du monde. Au Japon, ils sont notamment mannequins vivants dans une vitrine pendant quelques jours. Ils écrivent ensuite un livre à succès sur ce sujet : La terre en rond, publié en 1960, qui se vend à 150 000 exemplaires. Un film documentaire (de même titre) de 55 minutes sort la même année et retrace en image le périple du duo Jean-Claude Baudot – Jacques Séguéla.
Abandonnant la pharmacie et sa fiancée de l’époque Dani, il devient reporter à Paris Match où Roger Thérond lui apprend « le choc des photos », puis à France-Soir où Pierre Lazareff (« mon père spirituel ») lui apprend « le poids des mots ». Il devient rédacteur en chef de France-Soir en trois ans.
En parallèle, en 1961, il fait son service militaire au service des armées où il est rédacteur en chef du journal militaire T.A.M. (Terre Air Mer) aux côtés de Philippe Labro, Just Jaeckin et Francis Veber. Jacques Séguéla souhaite alors créer sa propre entreprise et Lazareff lui conseille de se lancer dans le domaine de la publicité, un terrain vierge dans les années 1960.
À 33 ans, il rejoint l'agence de publicité Delpire puis Axe Publicité où il rencontre le financier Bernard Roux. Ce dernier se fait renvoyer avec Jacques Séguéla de l'agence peu de temps après avoir demandé une augmentation. Tous deux fondent alors en 1970 l'agence de communication Roux-Séguéla (future RSCG) (faisant notamment la promotion du sénateur catalan Gaston Pams, pour le lancement de Port-Barcarès, en organisant un concert de Johnny Hallyday sur la plage), rejoint deux ans plus tard par Alain Cayzac puis en 1976 par Jean-Michel Goudard.
Il rencontre sa future femme, Sophie Vinson, qui est stagiaire dans son agence en 1977. Ils ont ensemble cinq enfants dont des jumelles.
En 1978, alors que RSCG gagne du terrain, sa principale concurrente, Havas, lance alors une campagne de dénigrement contre l'agence, ce à quoi Jacques Séguéla réplique par un coup médiatique en publiant le livre Ne dites pas à ma mère que je suis dans la publicité, elle me croit pianiste dans un bordel.
RSCG fusionne avec Eurocom en 1991 pour former Euro RSCG et devient Havas-Advertising en 1996. Jacques Séguéla en est le vice-président (avec Vincent Bolloré actionnaire de 20 % du capital d'Havas).
Dans l'article de L'Express du 1er avril 1999, il est mentionné que Jacques Séguéla a coproduit son premier film avec Jean-François Fonlupt. Ensemble, ils ont créé le long-métrage Sympatico, avec Sharon Stone en tête d'affiche.
En 2006, Jacques Séguéla revendique avoir participé en tant que publicitaire à 1 500 campagnes publicitaires et vingt présidentielles.
Invité le 13 février 2009 à l'émission Les 4 Vérités sur France 2, il répond à propos de l'image bling-bling du président Nicolas Sarkozy : « Comment peut-on reprocher à un président d'avoir une Rolex. Enfin... tout le monde a une Rolex. Si à cinquante ans, on n'a pas une Rolex, on a quand même raté sa vie ! ». Selon Patrick Buisson, c'est une paraphrase de la boutade du général Lasalle « Tout hussard qui n'est pas mort à 30 ans est un jean-foutre. ». Des déclarations qui suscitent une polémique quant à son sens des valeurs. Le publicitaire présente ses excuses, achète une Rolex et la met aux enchères lors d’une vente de bienfaisance organisée par Laurent Baffie et la chaîne Paris Première. La montre sera adjugée 8 000 euros à l’homme d’affaires Jean-Claude Darmon.
En mai 2010, Jacques Séguéla crée Havas Tunisie, en s'associant avec Ghazoua Ben Ali, une des filles du président Ben Ali.
Il fait partie, avec Michel Bongrand, Patrick Buisson, Stéphane Fouks, Anne Méaux, Gérard Colé, Jacques Pilhan, Thierry Saussez, Claude Sérillon et Jean-Pierre Thiollet, des conseillers en communication qui ont joué ou jouent un rôle notable, dans les domaines politique, économique, social ou culturel, sur le territoire français.[réf. nécessaire]

## Réalisations remarquées

### Campagnes politiques
Aussi bien en France qu'à l'étranger, Jacques Séguéla est recruté pour faire la communication de nombreuses personnalités politiques (spin doctor).

#### En France
Pendant les élections municipales de 1977, il réalise l'affiche de campagne « Le socialisme, une idée qui fait son chemin » avec François Mitterrand qui pose seul, ce qui provoque des critiques au siège du PS sur le culte de la personnalité du premier secrétaire du parti.
Il travaille ensuite pour les personnalités politique de droite Jacques Chirac et Jean-Pierre Soisson,.
Lors de la campagne présidentielle de 1981, après avoir proposé ses services à l’UDF, le RPR et le PS, il travaille pour François Mitterrand qui le choisit et l'impose dans sa campagne. Il est crédité d'avoir trouvé le slogan, puisé dans un célèbre discours de Léon Blum daté du 5 juin 1936, : « La force tranquille » ; une formule mise au point, à l'origine, par Jean Jaurès. En réalité, c'est une stagiaire, présente à une réunion à laquelle participait le publicitaire, qui proposa la première le slogan, bien que Jacques Séguéla soit le « maître d'œuvre » de l'affiche. Viendront ensuite, en 1988, « Génération Mitterrand », inspiré de la campagne « Génération Pepsi » de 1984, ou « D'abord l'emploi ».
En 2002, Jacques Séguéla avec les équipes d'Euro-RSCG travaille pour la campagne présidentielle de Lionel Jospin.

#### A l'étranger
En Afrique, Jacques Séguéla travaille pour le président camerounais Paul Biya en 1992. Il aide également les présidents Omar Bongo au Gabon et Gnassingbé Eyadema au Togo en 1997.
En Pologne, il œuvre pour le président polonais Aleksander Kwasniewski lors de la présidentielle de 1995, que ce dernier remporte face à Lech Wałęsa.
Il participe également aux campagnes du Premier ministre israélien Ehud Barak en 1999,, du Chilien Ricardo Lagos, du président sénégalais Abdou Diouf en 2000 ou encore du député chilien Marco Enríquez-Ominami au début des années 2010.

### Marques commerciales
Pour Citroën, il conçoit la campagne « révolutionnaire ! » pour l'AX. On lui doit aussi la publicite de Carte Noire, le développement de Louis Vuitton, Decathlon et Evian. Il a travaillé pour de nombreuses sociétés à travers le monde et reste une référence française, toujours en activité aujourd'hui.

## Engagements politiques

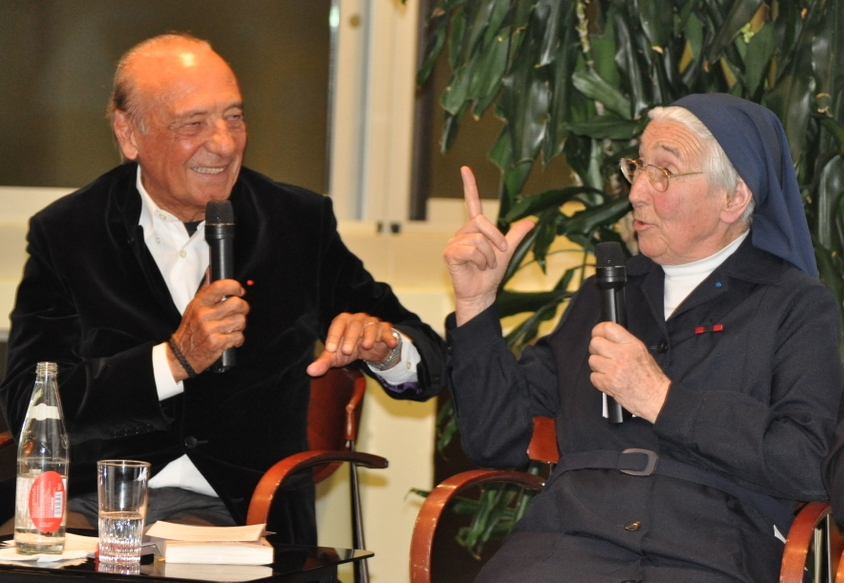
Sœur Marguerite et Jacques Séguéla, en avril 2011.

Jacques Séguéla se définit comme « mitterrandien », mais n'a jamais appartenu au Parti socialiste.
Parfois critiqué pour être un publicitaire sans convictions, il répond : « À l'exception des extrêmes pour lesquels j'ai toujours refusé de travailler, je me moque pas mal des idées de ceux que je conseille ». À ce titre, il révèle en 1978 lors d'une conférence de presse la liste de ses clients qui se révèlent être de bords politiques divers : socialistes, gaullistes et giscardiens.
À l'approche de l'élection présidentielle française de 2007, il publie avec Thierry Saussez La Prise de l'Élysée, ouvrage sur les campagnes présidentielles de la Ve République. Soutien de la candidate socialiste Ségolène Royal, Jacques Séguéla se montre critique envers la « trahison » d'Éric Besson, ancien secrétaire national à l'économie du PS ayant rejoint l'équipe de Nicolas Sarkozy. Néanmoins, le 1er mai 2007, dans l'entre-deux-tours du scrutin, il annonce officiellement qu'il votera, lui aussi, pour le candidat de droite Nicolas Sarkozy au second tour, après avoir voté pour Ségolène Royal au premier.
Dans Autobiographie non autorisée publiée en 2009, Jacques Séguéla relate la rencontre entre le président Nicolas Sarkozy, dont il est devenu un proche, et sa future épouse, Carla Bruni, lors d'un dîner à son domicile en novembre 2007. Dans son ouvrage, il explique les raisons de son vote au second tour de l'élection présidentielle française de 2007 : « Les bourdes qui embourbaient Ségolène Royal, ses sautes d'humeur alignées comme des sauts d'obstacles, ses volte-face à faire perdre la face me désarçonnaient. »
Il annonce qu'il votera en faveur d'Emmanuel Macron lors de l'élection présidentielle française de 2017.
En 2019, il est condamné à 4 000 euros de dommages et intérêts et 2 000 euros de frais de justice pour avoir qualifié Jean-Marie Le Pen de « nazi ».

## Publications
- 1960 : La Terre en rond (en collaboration avec Jean-Claude Baudot), Flammarion
- 1979 : Ne dites pas à ma mère que je suis dans la publicité… elle me croit pianiste dans un bordel, Flammarion
- 1982 : Hollywood lave plus blanc, Flammarion
- 1984 : Fils de pub, Flammarion  (ISBN 978-2-0806-4698-9)
- 1989 : Demain, il sera trop star, Flammarion  (ISBN 2-08-066128-0)
- 1990 : C'est gai, la pub ! Hoebeke  (ISBN 978-2-9052-9230-8)
- 1993 : L'argent n'a pas d'idées, seules les idées font de l'argent, Hoebecke  (ISBN 978-2-0201-9942-1)
- 1994 : Pub Story (ISBN 2-9052-9274-1)
- 1995 : La Parole de Dieu, Éditions Albin Michel  (ISBN 978-2-2260-7599-4)
- 1996 : Le futur a de l'avenir, éd Ramsay  (ISBN 2-84114-232-9)
- 1997 : La Publicité, édition milan  (ISBN 2-84113-266-8)
- 2000 : 80 ans de publicité Citroën et toujours 20 ans, Éditions Hoëbeke
- 2000 : Le Vertige des urnes, Flammarion  (ISBN 2-0806-7956-2)
- 2005 : Tous Ego (Havas, moi et les autres), Éditions Gawsewitch
- 2006 : Sœur Courage - La rencontre inattendue d'un fils de pub et d'une fille de Dieu avec Sœur Marguerite, Presses de la Renaissance
- 2007 : La Prise de l'Élysée : Les campagnes présidentielles de la Ve République, avec Thierry Saussez, Plon  (ISBN 978-2-2592-0563-4)
- 2009 : Autobiographie non autorisée, Plon  (ISBN 978-2-2592-0908-3)
- 2009 : Génération QE (en collaboration avec Christophe Haag), Pearson  (ISBN 978-2-7440-6359-6)
- 2010 : L'Art de vieillir. Abc philosophique, avec Paule Lejeune, édition du Dauphin
- 2011 : Le Pouvoir dans la peau, Plon  (ISBN 978-2-2592-1598-5)
- 2013 : Merde à la déprime, éditions Gawsewitch  (ISBN 978-2-35013-424-6)
- 2015 : Coups de pub, éditions Pygmalion
- 2018 : Le diable s'habille en GAFA, éditions Coup de gueule
- 2019 :  Papa, maman, Citroën!, éditions Flammarion
- 2020 : Ne dites pas à mes filles que je suis devenu écolo elles me croient publicitaire, éditions Coup de gueule
- 2023 : Havas Story, Télémaque
- 2024 : Sœur courage : la rencontre inattendue d'une fille de Dieu et d'un fils de pub, Première partie  — entretiens avec Marguerite Tiberghien

## Décoration
- Officier de la Légion d'honneur (2008)[29] ; chevalier (1990)